# 瑪麗亞·奧古斯塔 (圖恩和塔克西斯)
瑪麗亞·奧古斯塔（德語：Maria Augusta，1706年8月11日—1756年2月1日），符騰堡公爵夫人，圖恩和塔克西斯親王安瑟爾姆·法蘭茲的女兒。

## 家庭
1727年，瑪麗亞·奧古斯塔和符騰堡的卡爾·亞歷山大結婚，兩人共有3子1女：
1. 卡爾·歐根（1728年—1793年）
2. 路德維希·歐根（1731年—1795年）
3. 腓特烈·歐根（1732年—1797年）
4. 奧古斯塔·伊莉莎白（1734年—1787年）